# ۱۸۲ (قمری)
۱۸۲ (قمری)، صد و هشتاد و دومین سال در گاهشماری هجری قمری است. اول محرم این سال برابر با بیست و ششم فوریه سال ۷۹۸ میلادی است.